# 형식 언어

수학, 컴퓨터 과학, 언어학에서 형식 언어(形式言語, formal language)란, 특정한 법칙들에 따라 적절하게 구성된 문자열들의 집합을 말한다. 이는 수학기초론, 언어학, 정보이론의 핵심적 개념이며, 계산가능성 이론과 밀접하게 관련되어 있다.

## 정의
각 형식 언어에는 그 언어에서 사용하는 문자(alphabet)의 집합이 있으며, 그 집합은 무한할 수도 있다. 그 형식 언어에서 문자열(word)은 문자들로 이루어진 유한한 길이의 열(列)로 정의된다. 문자 집합을 {\displaystyle \Sigma }라고 정의했을 때, 그 문자들로 이루어진 모든 문자열의 집합은 {\displaystyle \Sigma ^{*}}가 된다.(별표는 클레이니 스타 연산자)
이 때, {\displaystyle \Sigma } 위에 존재하는 형식 언어 {\displaystyle L}은 {\displaystyle \Sigma ^{*}}의 부분집합으로 정의된다.

## 형식 언어의 기술 방식
형식 언어는 특정한 문자열의 집합이기 때문에, 다음과 같은 방식을 이용해 형식 언어를 만들 수도 있다.
- 특정한 형식 문법의 법칙에 따라 생성되는 문자열의 집합
- 특정한 정규 표현식이 만들어내는 문자열의 집합
- 특정한 오토마톤이 받아들이는 문자열. 오토마톤에는 튜링 기계, 유한 상태 기계 등이 있다.
- 판정 문제의 대상이 되는 '예/아니오' 질문 중 그 대답이 '예'인 것들의 집합.
- 추론의 결과.

## 형식 언어의 연산
기존의 형식 언어를 결합하여 새로운 언어를 만들어 낼 수 있다. 두 형식 언어 L1 과 L2가 있다고 하면, 다음과 같은 연산을 할 수 있다.
- L1 과 L2의 연쇄는 L1의 문자열 v 와 L2의 문자열 w를 연쇄시켜 만든 단어들의 집합이다. 표기: {\displaystyle L_{1}\cdot L_{2}} 또는 {\displaystyle L_{1}L_{2}}.
- L1 과 L2의 교집합은 L1와 L2 에 동시에 속해 있는 문자열들의 집합이다. 표기 : {\displaystyle L_{1}\cap L_{2}\,}.
- L1 과 L2의 합집합은 L1에 속하거나 L2 에 속하는 문자열들의 집합이다. 표기 : {\displaystyle L_{1}\cup L_{2}\,} 또는 {\displaystyle L_{1}+L_{2}}.
- L1의 여집합은 L1 에 속하지 않는 문자열들의 집합이다.
- 우상(右商: 오른쪽 몫)은 L2의 문자열 w에 대하여 vw가 L1 에 속하도록 하는 문자열 v의 집합이다. 표기 : {\displaystyle L_{1}/L_{2}}.

## 같이 보기
- 문자열